# پرتین
پرتین (به آلمانی: Prettin) یک منطقهٔ مسکونی در آلمان است که در آنابورگ واقع شده‌است. پرتین ۱٬۸۸۹ نفر جمعیت دارد.